# Back Olof Andersson

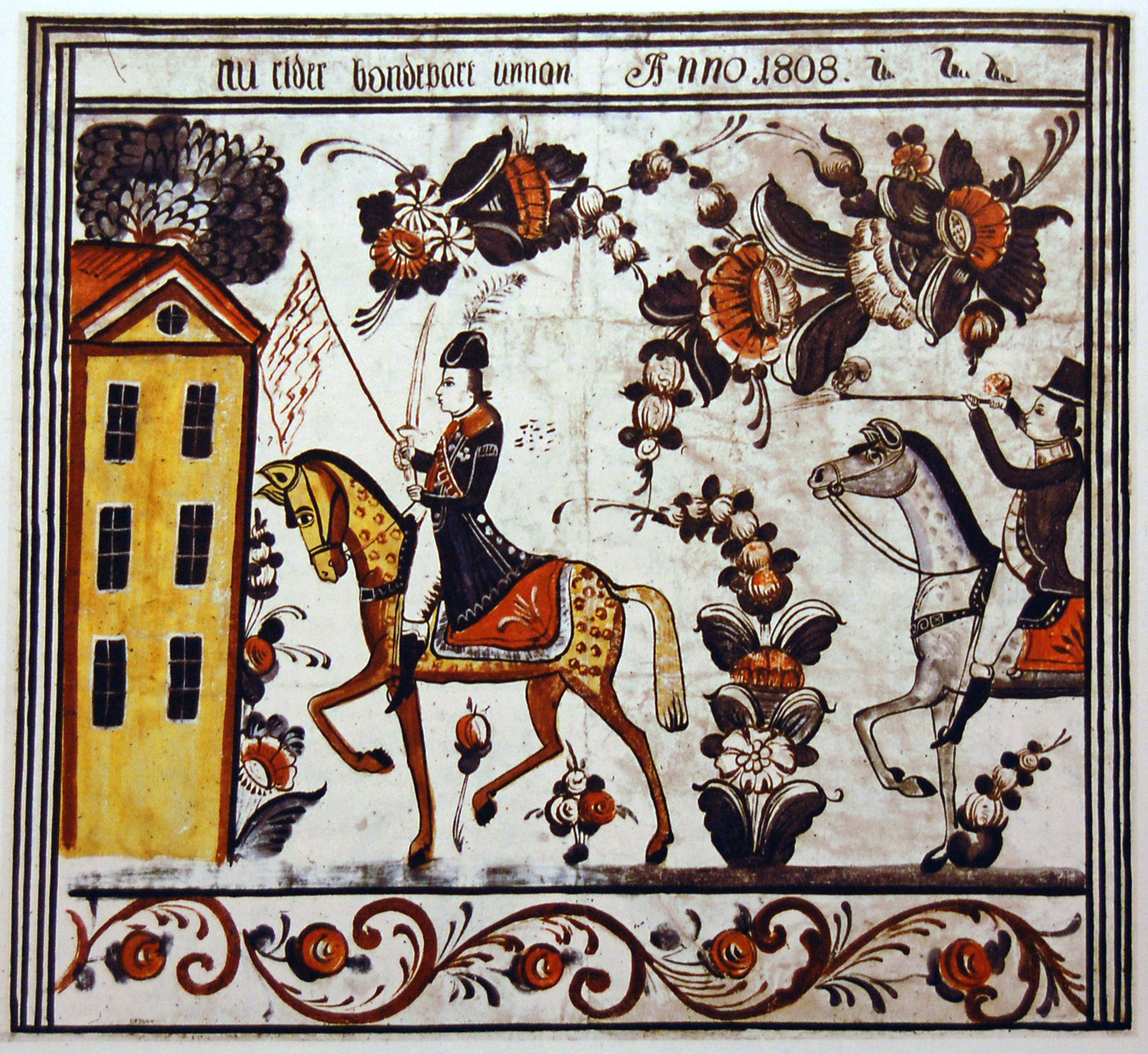
Målning av Back Olof Andersson, nu rider bondepart unnan Anno 1808.

Back Olof Andersson, född 1767 i Ullvi, Leksands socken, död 1820, var en dalmålare från Leksand.

## Biografi
Back Olof Andersson växte upp och levde i relativ fattigdom större delen av sitt liv på Backgården i Ullvi. Enligt kyrkböckerna var han "ofärdig" och gick på träben. Efter att föräldrarna avlidit var yngre brodern Back Erik, som också var dalmålare, husbonde på gården. 1795 gifte han sig med en 15 år äldre kvinna, äktenskapet blev barnlöst och hustrun dog 1814. Vid 48 års ålder gifte han sig för andra gången och kom genom sitt gifte att bli bosatt i Övermo och använde istället gårdsnamnet Hjerp. Han dog 1820 vid 53 års ålder av "slag".

## Måleri
Back Olof var en av de tidigaste dalmålarna och anses vara den förste som kombinerade de två elementen bibelmotiv och dekorativ rosmålning. Back Olof Andersson målade såväl skåp som papperstapeter, ett 80-tal målningar är bevarade. Han signerade sina målningar "OAS". Back Olof var ute på arbetsvandringar runt om i Dalarna men även till Härjedalen, Hälsingland, och Västmanland. I ett känt fall har han samarbetat med en annan målare, nämligen Jufwas Anders Ersson. Han tycks däremot inte ha målat ihop med sin yngre bror, Back Erik.
Ett exemplar av Gustav Adolfsbibeln från 1618 som tillhört Back Olof har påträffats i Ullvi. I den har han gjort flera anteckningar och bland illustrationerna tecknat ryttare av det slag som var karakteristiska för hans målningar. Man har även funnit ett exemplar av Johann Hübners illustrerade bok Twå gånger twå och femtio utwalda Bibliska berättelser, med både Back Olofs och hans brors namnteckningar i.